# Rodobrana
La Rodrobrana fue la organización paramilitar del Partido Popular Eslovaco a comienzos de los años 1920. Disuelta por las autoridades checoslovacas, volvió a resurgir durante la Segunda Guerra Mundial como una sección de la nueva Guardia de Hlinka.

## Primera etapa
La organización data de comienzos de los años 1920. Según algunas fuentes se fundó en 1921, según otras en 1922 o 1923. La organización, encargada de la seguridad en los mítines del partido y de reventar los de los adversarios, quedó pronto bajo el control de uno de los escasos intelectuales del partido, Vojtech Tuka.
Los estatutos de la formación se publicaron el 30 de enero de 1923 pero esta siempre mantuvo un carácter de secretismo y conspiración. Sus miembros estaban entrenados como fuerzas militares y vestían de uniforme, de color negro con una cruz de Lorena de plata en el bolsillo izquierdo. La organización se consideraba a sí misma fascista.
En realidad, reunía a gran parte del ala radical del partido y mantenía un discurso agresivo y extremista para obtener concesiones de sus adversarios políticos. Extremista, no se consideraba en esta época una verdadera formación fascista a pesar de sus declaraciones.
Las autoridades checoslovacas la prohibieron el 30 de agosto de 1923, pero la prohibición no fue muy efectiva y hubo de repetirse en 1927. En 1926 había colaborado con el partido fascista del general Rudolf Gajda en su fracasado intento de golpe de Estado.
Con la condena y encarcelamiento de su dirigente, Tuka, en 1929 por traición, la formación cesó sus actividades. Sus partidarios, sin embargo, siguieron constituyendo la facción extremista del partido de Hlinka hasta mediados de la década de 1930, cuando surgieron nuevos grupos radicales en el mismo.

## Segunda etapa
Con la crisis de Múnich del otoño de 1938 la Rodobrana resurgió como una sección de la nueva milicia del partido, la Guardia de Hlinka. En el otoño de 1939 se la organizó como una unidad de elite dentro de esta. El 24 de junio de 1940, coincidiendo con un periodo de rivalidades entre los moderados del partido con Josef Tiso a la cabeza y los radicales dirigidos por Vojtech Tuka y Sano Mach, la nueva Rodobrana fue disuelta por el ministerio del Interior.